# Bombardement op Gelsenkirchen
Er vond meerdere malen een bombardement op Gelsenkirchen plaats.
Gelsenkirchen werd door de geallieerden vier keren gebombardeerd, omdat het een industriestad in het Ruhrgebied is. De stad had belangrijke fabrieken voor de Duitse oorlogsindustrie.

## Bombardementen
In de nacht van 25 juni 1943 stuurden de geallieerden 473 RAF bommenwerpers naar de stad. De stad werd hevig gebombardeerd en er werd schade aan  fabrieken toegebracht. 
Twee weken later, in de nacht van 9 juli, vond er opnieuw een groot bombardement plaats. Met 418 bommenwerpers, wederom van de Britse RAF werd er nogmaals een aanval uitgevoerd op de stad.
Op 5 en 19 november in datzelfde jaar namen Amerikaanse bommenwerpers de oorlogsindustrie van Gelsenkirchen wederom onder vuur. Opnieuw ging er voor de Duitsers kostbaar materiaal verloren.